# Penke Bence
Penke Bence (Budapest, 1994. november 9.–) magyar színész, szinkronszínész.

## Munkássága
Filmekben, rajzfilmekben, animékben és élőszereplős show-kat szinkronizál. Leghíresebb szerepei közé tartozik Phineas Flynn a Phineas és Ferb rajzfilmsorozatban, Jake a Két pasi meg egy kicsi sorozatban, és Szarutobi Konohamaru a népszerű Naruto című animesorozatban. Van egy öccse, Soma, aki szintén szinkronizál. A Momentán Társulat tagja.

### Sorozatbeli szinkronszerepek
- Alex Rider (Alex Rider): Tom Harris – Brenock O’Connor
- A Mandalóri (The Mandalorian): Kelleran Beq – Ahmed Best
- Arcane (Arcane – League of Legends): Jason Spisak / Silco – Jason Spisak
- Bia: Thiago Kunst – Rhner Freitas
- Ki ez a lány? (Ugly Betty, Címlapsztori): Justin Suarez – Mark Indelicato
- A Degrassi gimi: Eli Goldsworthy - Munro Chambers
- Egy videójátékos majdnem mindenre jó kézikönyve: Conor – Cameron Boyce
- Életem értelmei: Michael Kyle Jr. – George Gore II
- Eufória: Chris McKay – Algee Smith
- Az elnök embere (Madam Secretary): Matt Mahoney – Geoffrey Arend
- A Fagyos folyó lovasa: Josh Turner McGregor – Daniel Daperis
- Gyagyás család: Máximo ’Maxi’ Roldán González – Facundo Aguilar
- Gyilkos ügyek : Rossz vér: Wyatt Duncan – Bridger Zadina
- Hajrá skacok!: Damian Bravo – Juan De Dios Martin
- Half Bad – A törvénytelen fiú és maga az ördög: Nathan – Jay Lycurgo
- A halottkém (Coroner): Ross Khalighi – Ehren Kassam
- Hetedik mennyország: Sam Camden – Nikolas Brino
- Hunter Street: Max Hunter – Stony Blyden
- Két pasi – meg egy kicsi: Jacob David "Jake" Harper – Angus T. Jones
- Laborpatkányok: Chase Davenport – Billy Unger (2. évadtól)
- Lewis – Az oxfordi nyomozó : Viperafajzatok: Oliver Bowcock – Royce Pierreson
- Linus és barátai: Linus – Jakob Borgen
- Max a zsaru: Tiago Mendes – Afonso Maló
- Mindig nyár: Derrick Westerly – Nick Benson
- Olympo: Charly Lago – Martí Cordero
- Oxfordi gyilkosságok : Tripla terror: Lee Timothy – Shadrach Agozino
- Penny a M.A.R.S-ból: (Alexander) Sasha Lukin – Ryan Dean
- Riley a nagyvilágban: Zay Babineaux – Amir Mitchell-Townes
- Sarah Jane kalandjai: Adam Lloyd – Gregg Sulkin
- A semmi közepén: Axl Heck – Charlie McDermott
- Shadow and Bone – Árnyék és csont: Jesper Fahey – Kit Young
- Shameless – Szégyentelenek: Ian Gallagher – Cameron Monaghan
- Skippy kalandjai: Jerry Hammond – Simon James (új hang)
- Sok sikert, Charlie!: PJ Duncan – Jason Dolley
- A szerelem rabjai: Francisco ’Panchito’ Valle – Franco Infantino
- Szívtipró gimi: Darren Rivers − James Majoos
- Szörfsuli: Adam Bridge – Eka Darville
- Szuperdokik: Kaz (2. hang) – Bradley Steven Perry
- Táncakadémia: Samuel ’Sammy’ Liebermann – Tom Green
- The Avatars: J.P. – Tyler Young
- A Thunderman család: Wolfgang – Jake Borelli
- Vera – A megszállott nyomozó : Árnyékok az égen: Cameron Thorne – Daniel Ezra
- Vikingek: Hvitserk – Marco Ilsø
- V-Wars – Vérháború: Jergen Weber – Teddy Moynihan
- X generáció (Generation): Chester – Justice Smith

### Filmbeli szinkronszerepek
- Az aranykezű sebész:[5] Benjamin kamaszkorában
- Bostoni tornádók (Stonados): Jackson – Dylan Schmid
- Börtönvonat Yumába: William Evans – Logan Lerman
- Családi üzelmek: Kenny Rossmore – Will Poulter
- Csúfok: Croy – Jan Luis Castellanos
- Fák jú, Tanár úr!: Jerome – Robin Reichelt[6]
- Fiúk a rács mögött: Giuseppe Filipucci – Rinaldo Smordoni
- A fiú, aki vérfarkast kiáltott: Hunter Sands – Chase Ellison
- Hangya boy: Lucas Nickle – Zach Tyler Eisen
- Harry Potter és a Félvér Herceg: Tom Denem 16 évesen – Frank Dillane
- Harry Potter és a Halál ereklyéi 1.: Tom Denem 16 évesen – Frank Dillane
- Haláli hálaadás:[7] Harley Snider – Reece Thompson
- A Hihetetlen család – Will Parr
- Az ír manó szerencséje: Russell Halloway – Glenndon Chatman
- Jane Doe – Ha szorul a hurok: Nick Davis – Zack Shada
- Jégi dicsőségünk: Kisgyerek – Elliott Cho
- Jurassic World – Bukott birodalom: Franklin Webb – Justice Smith
- A kezdet kezdete: Izsák – Christopher Mintz-Plasse
- Laputa – Az égi palota: Pazu – Tanaka Majumi
- Nora Roberts: Holdfogyatkozás: fiatal Cade Lavelle – Kade Phillips
- Pokémon – Pikachu, a detektív: Tim Goodman – Justice Smith
- Sok sikert, Charlie: A film – A nagy utazás: PJ Duncan – Jason Dolley
- Trópusi vihar: Tran – Brandon Soo Hoo
- Zack és Cody egy ikerkísérletben: Zack Martin – Dylan Sprouse

### Filmek, sorozatok
- Tűzvonalban (2008) (TV)
- Az időkirály birodalma (2007) (TV) .... Balázs
- S.O.S. szerelem! (2007) .... Dagi
- Budakeszi srácok (2006)
- Kútfejek (2006) .... Kisfiú

### Rajzfilm/Anime
- Flamingó kapitány - Max
- Team Galaxy, az űrsuli - Brett
- Naruto: Szarutobi Konohamaru (Jetix és Animax változat)
- Conan, a detektív: Cuburaja Micuhiko
- Conan, a detektív - Bomba a felhőkarcolóban: Cuburaja Micuhiko
- Bakugan szörny bunyósok: Baron Leltoy
- Soul Eater - Lélekfalók: Nakacukasza Maszamune (kisgyerekként)
- Afro szamuráj: Mataszaburo (2., 4. rész)
- Akira: Kaneda (fiatalként)
- Bleach: Isida Urjú (gyerekként); Abarai Rendzsi (gyerekként); Heita Tódzsin (Pinta)
- D.Gray-man: Jacob (14., 15. rész)
- Nodame Cantabile: Csiaki Sinicsi (kisgyerekként)
- Ötös fogat – Kölyökzsaruk akcióban: Dylan Kirrin
- Geronimo Stilton: Benjamin Stilton
- Phineas és Ferb: Phineas Flynn
- Az osztálytársam egy majom: Oroszlán Ádám
- Slugterra: Eli Shane
- Korra legendája: Wan, az Avatár
- Miraculous – Katicabogár és Fekete Macska kalandjai: Adrien Agreste/ Fekete Macska
- Boku no Hero academia-Eijiro Kirishima/Red Riot
- Dragon Ball Super - Son Gohan
- Doodleboo-Sketchy